# WTA Tier II
Los WTA Tier II eran 16 torneos femeninos de la WTA realizados entre los años 1988 al 2008. A partir de la temporada 2009, dichos torneos junto a varios de la categoría Tier II se aglutinan bajo la nueva denominación WTA Premier Events. A partir de 2021 los torneos Premier Mandatory y Premier 5 se fusionaron y son conocidos como WTA 1000.

## Eventos
| Torneo                       | Nombre                                | Ciudad                                         | Superficie                                  | T II desde |
| ---------------------------- | ------------------------------------- | ---------------------------------------------- | ------------------------------------------- | ---------- |
| Amelia Island                | MPS Group Championships               | Amelia Island                                  | Tierra batida                               | 1988-2008  |
| Boca Raton                   | Virginia Slims of Florida             | Boca Raton                                     | Dura                                        | 1988-1995  |
| Charleston                   | Family Circle Cup                     | Hilton Head (1976–2000) Charleston (2001–2008) | Tierra batida                               | 1988-1989  |
| Houston                      | Virginia Slims of Houston             | Houston                                        | Tierra batida                               | 1988-1995  |
| Brighton                     | Brighton International                | Brighton                                       | Carpet                                      | 1988-2000  |
| Montreal                     | Rogers Cup                            | Montreal Toronto                               | Dura                                        | 1989-2008  |
| Eastbourne                   | Aegon International                   | Eastbourne                                     | Hierba                                      | 1989-2008  |
| Roma                         | Internazionali BNL d'Italia           | Roma                                           | Tierra batida                               | 1989-2008  |
| Hamburgo                     | Betty Barclay Cup                     | Hamburgo                                       | Tierra batida                               | 1990-2002  |
| Indian Wells                 | BNP Paribas Open                      | Indian Wells                                   | Tierra batida                               | 1990-1996  |
| Tokio (Nicherei)             | Nichirei International Championships  | Tokio                                          | Dura                                        | 1990-1996  |
| Tokio (Abierto del Pacífico) | Toray Pan Pacific Open                | Tokio                                          | Dura                                        | 1984-2008  |
| Stanford                     | Toray Pan Pacific Open                | Stanford                                       | Dura                                        | 1990-2008  |
| Stuttgart                    | Porsche Tennis Grand Prix             | Stuttgart                                      | Tierra batida (i)                           | 1990-2008  |
| Filadelfia                   | Advanta Championships of Philadelphia | Filadelfia                                     | Carpet (i) (1991-1992) Dura (i) (2003-2005) | 1991-2005  |

- Datos: Q4017355